# Centradenia
Genre
Centradenia est un genre de plantes de la famille des Mélastomatacées.

## Liste d'espèces
Selon NCBI (23 février 2025) :
- Centradenia floribunda Planch., 1849
- Centradenia grandifolia (Schltdl.) Endl., 1843
- Centradenia inaequilateralis G.Don, 1832

Selon Tropicos (23 février 2025) (Attention liste brute contenant possiblement des synonymes) :
- Centradenia bernoullii Cario ex Cogn.
- Centradenia chiapensis Brandegee
- Centradenia divaricata Klotzsch
- Centradenia floribunda Planch.
- Centradenia grandifolia (Schltdl.) Endl.
- Centradenia inaequilateralis (Schltdl. & Cham.) G. Don
- Centradenia maxoniana Gleason
- Centradenia oerstediana Klotzsch
- Centradenia ovata Klotzsch
- Centradenia paradoxa (Kraenzl.) Almeda
- Centradenia perquinensis S. Winkl.
- Centradenia rosea Lindl.
- Centradenia salicifolia Brandegee